# Área Metropolitana Comodoro Rivadavia

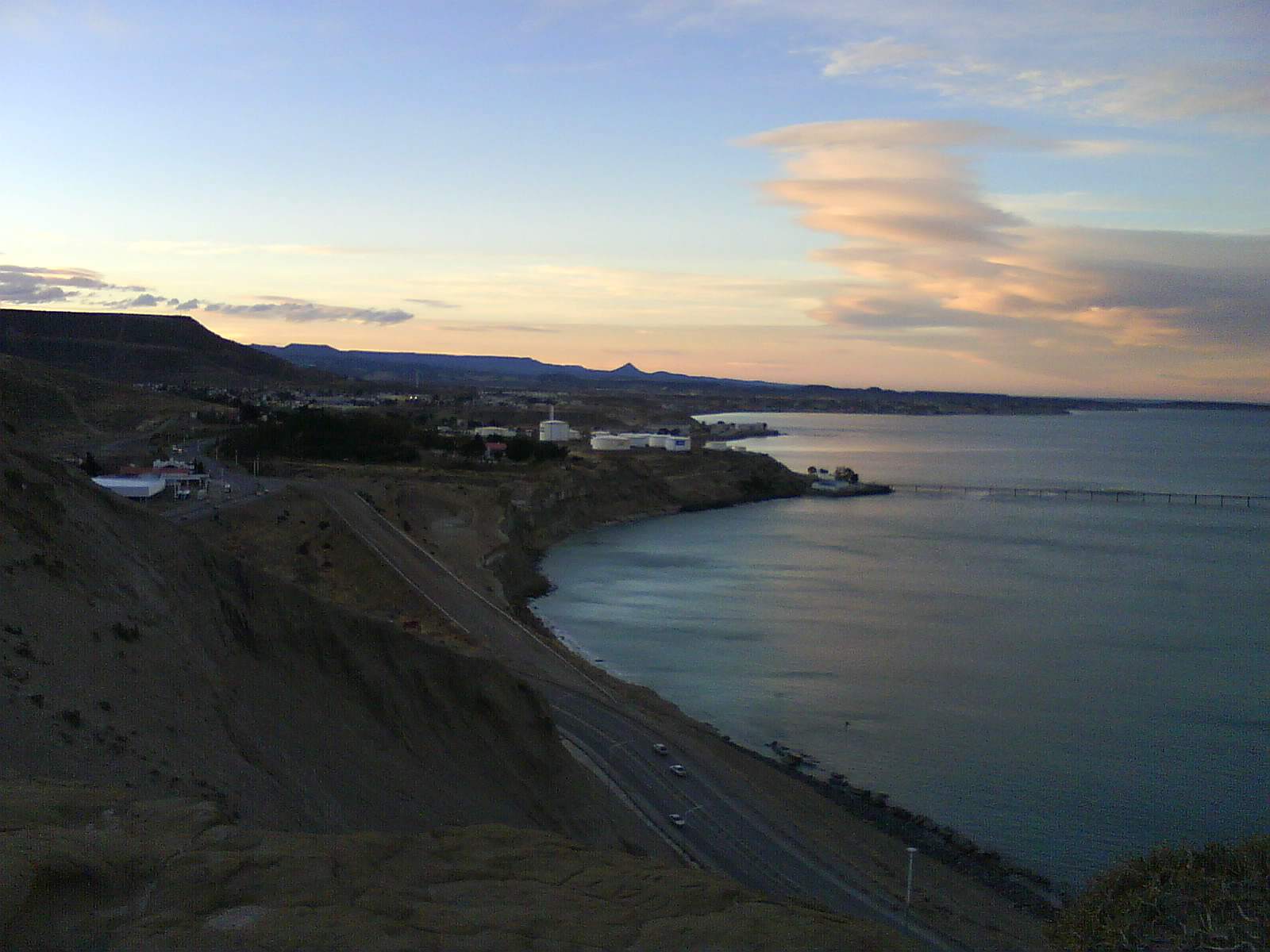
El Chenque fragmentando la ciudad en dos zonas, separadas en un tramo de 3 km, nótese el parque Chalet Huergo, los tanques petroleros y el barrio km 3 a la distancia.

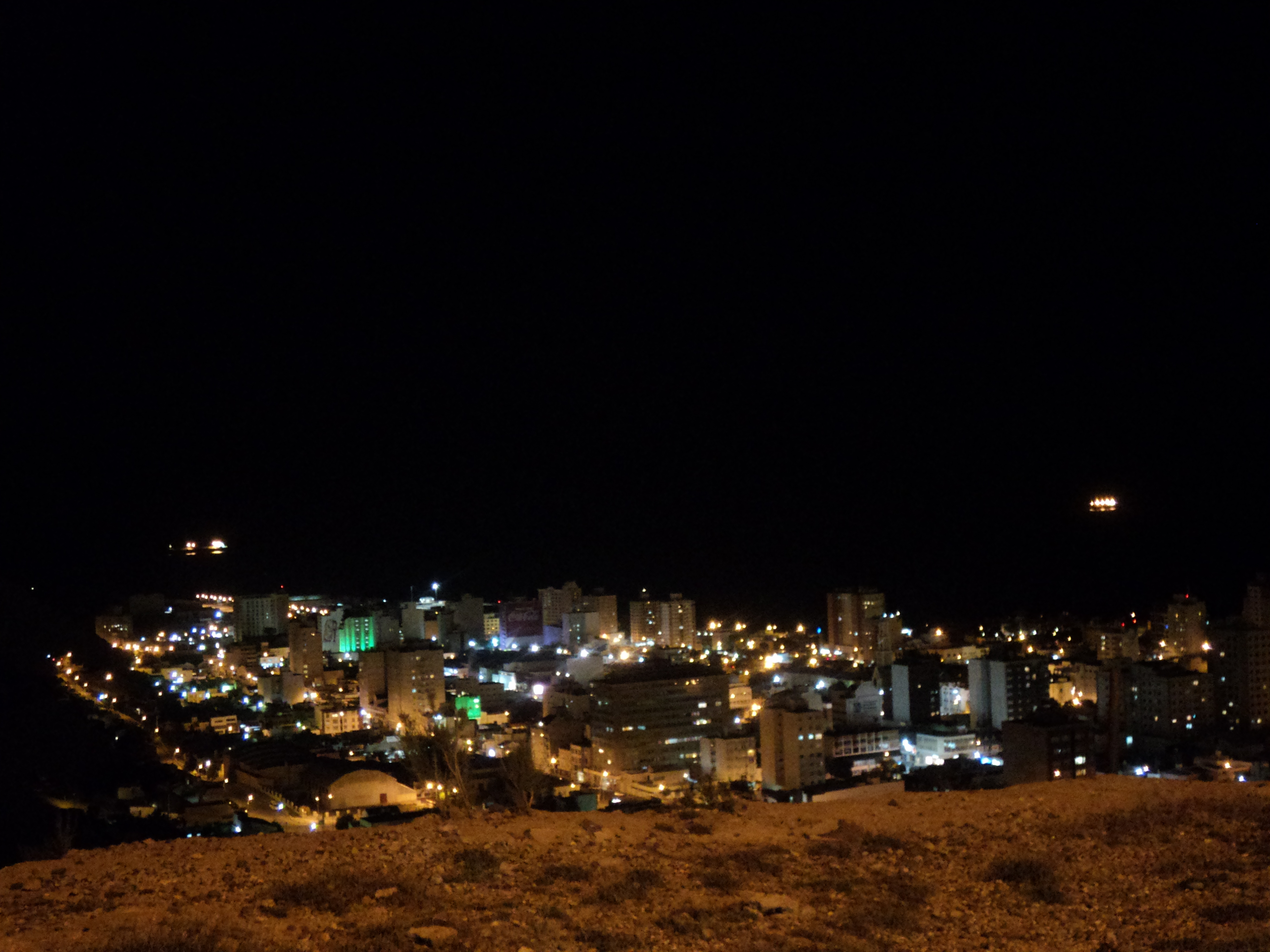
Desde el Chenque, gran parte del área central de la ciudad. De fondo el mar.

El Área Metropolitana Comodoro Rivadavia es un región que incluye y excede a la conurbación Comodoro Rivadavia-Rada Tilly de la ciudad argentina de Comodoro Rivadavia junto a una ciudad y pequeñas localidades que la circundan en el sur de la provincia del Chubut. 
Es el segundo núcleo de población más importante de la Patagonia, detrás de Neuquén-Plottier-Cipolletti y el puesto 20 a nivel nacional según el censo 2010. Posee la tercera colocación en orden de aglomeraciones costeras argentinas, siendo sólo superada por Mar del Plata y Bahía Blanca.
La concentración poblacional es reconocida por el estado nacional que se refiere a la misma como Nodo Comodoro Rivadavia. Este tratamiento además de sumar las poblaciones es útil para la implementación de políticas públicas articuladas en los gobiernos locales de Rada Tilly y Comodoro.

## Toponimia
La denominación Comodoro Rivadavia - Rada Tilly, se debe a que son las dos únicas ciudades del aglomerado con municipalidad propia. El aglomerado tiene la característica que posee un gran conjunto de barrios de la zona norte de Comodoro que son tratados como localidades por su origen y distanciamiento del centro de Comodoro. Esta gran cantidad de localidades-barrios no poseen municipio propio, pero integran el de Comodoro.

## Historia
Desde los censos anteriores a 2010 el INDEC no reconocía al aglomerado en su totalidad, dado que consideraba solo el aglomerado Comodoro Rivadavia es decir toda la ciudad con sus dos zonas sur y norte (excepción de Diadema y Astra). También quedaba a fuera la localidad de Rada Tilly; dado que es parte corredor que se configura sobre la Ruta Nacional 3, que orienta hacia el sur con Caleta Olivia y Puerto Deseado, en la provincia de Santa Cruz. A diferencia de la zona norte Comodoro Rivadavia. La Comarca se articula mediante las Rutas Provinciales 39, 1 y la Nacional 25 relacionadas éstas con la economía rural primaria colonizadora del territorio central; vías subutilizadas que confluyen a un nodo: la zona sur de Comodoro Rivadavia.
La aglomeración no siempre estuvo unida como se la conoce para el censo 2001 (aglomeración de la zona sur junto con casi todos los barrios de zona norte) sino que sufrió grandes distancias entre la zona central y los barrios de zona norte. Esto empezaría a cambiar cuando a fines de la década de 1960, los campamentos estatales poblados con familias norteñas durante la década de 1930: Campamento El Trébol, El Tordillo, Manantiales Behr, Captaciones de Agua, Cañadón Perdido y Campamento Escalante, dependientes de la Administración Central YPF, fueron despoblados y su gente llevada a espacios llanos disponibles cercanos km 3.
Estuvieron algún tiempo más sin ser parte de la aglomeración algunos núcleos intermedios: Laprida, Castelli, Rodríguez Peña, Sarmiento, Restinga Alí y Güemes, que resistieron la polarización junto a los asentamientos de las Fuerzas Armadas (Barrio Militar y km 11) y los enclaves administrados por la actividad privada surgidos desde 1915 hasta 1925: Diadema Argentina, Astra y Caleta Córdova; núcleos petroleros dispersos independientes y periféricos ubicados a una distancia variable de entre 12 y 27 kilómetros de la zona central del aglomerado
Para la década de 1970 la fuerza de atracción hacia la aglomeración que ejercía zona sur se vio incrementada cuando las empresas petroleras se desligaron de la administración de los servicios en sus campamentos (hoy barrios). Como resultado la administración paso a manos de la municipalidad comodorense, centralizando estos campamentos y barrios en la Zona Norte; a cual se impuso una división política en cinco circunscripciones y una representación barrial popular por Asociaciones Vecinales en 1972, convirtiéndose de este modo el municipio de Comodoro Rivadavia en uno de los ejidos más extensos y cosmopolitas del mundo con sus 566,81 km².
En la década de 1980 las vecinales en forma unánime impulsaron un intento fallido de municipalización. Este intento separatista fue el resultado de la forzada y repentina integración de Zona Norte, fuertemente centralizada, que impuso el municipio de Comodoro. El movimiento reclamó la administración diferenciada y centralizada en General Mosconi. El fracaso se debió a que el intento repetía el modelo que imponía la municipalidad de Comodoro y no encontró apoyo en el entonces gobierno de facto del Proceso de Reorganización Nacional.
Según el censo de 2001 el aglomerado Comodoro Rivadavia comprendió, además de toda la Zona Sur, los barrios: "km 3", "km 4", "km 5", "km 8", "km 11", Próspero Palazzo, Laprida, Ciudadela, Saavedra, Restinga Alí, Sarmiento, Manantial Rosales, Castelli, Barrio Militar - Aeropuerto, Rodríguez Peña, Gas del Estado, Güemes, Acceso Norte, Villa SUPE, y Caleta Olivares. Este censo reveló que la última localidad aglomerada fue Caleta Córdova. Quedaron así excluidos de la mismo los barrios Diadema Argentina, Astra e inmediaciones y el balneario Rada Tilly.
Esto se debió a la distancia del foco del aglomerado urbano (Barrio Centro). Actualmente está previsto que se aglomere oficialmente Rada Tilly, debido a que la distancia se acortó (12 km en la última medición) y sus poblaciones aumentaron más de lo estimado. En la actualidad se aglomeran las dos ciudades en la encuesta permanente de hogares, denominando al aglomerado Comodoro Rivadavia-Rada Tilly, sacando entre ambas la desocupación, desempleo, pobreza, empleo y hasta una estimación poblacional en conjunto. El total del aglomerado en 2001, sin las 3 localidades mencionadas, fue de 135.622 pobladores, según ofrece el instituto. Mientras la población de Comodoro sin las anteriores aglomeraciones, es decir sin toda Zona Norte, es de 103 795 habitantes. Esto equivale al 75,7 % de concentración en Zona Sur para 2001.
En la última estimación rozaría o superaría los 194.091 habitantes para fines de 2008 según la DGCYE. No obstante el censo 2010 arrojó una población de 186 138 personas en el aglomerado. La población según otro estudió desaceleró a partir de 2009 en Comodoro; mientras que en rada Tilly se mantuvo constante.
Este dato fue desacreditado por todos los habitantes y el entonces candidato a intendente de Comodoro Di Pierro, quien  se comprometió a realizar un censo local si ganaba.  En sintonía con la sensación poblacional el ejecutó un estudio encarado por Observatorio de Recursos Naturales que depende de la Facultad de Ciencias Económicas de la Universidad Nacional de la Patagonia San Juan Bosco. El mismo sostuvo diferencias con el censo al afirmar que el área urbana tendría el doble de población. Uno de los elementos de análisis usado fue la cantidad de medidores de energía eléctrica de la Sociedad Cooperativa Popular Limitada (SCPL), dicho análisis estimo 213.000 para el año 2013.
Por otro lado, tras la victoria de Di Pierro, el censo municipal se inició en 20 de octubre de 2014. Contó con una etapa piloto que abarcó el conteo poblacional de los barrios de Astra, Diadema y Caleta Córdova. A inicios de 2015 se sumaron Ciudadela y Próspero Palazzo, cuya población fue entrevistada por alumnos de la Universidad Nacional de la Patagonia. Para el 13 de abril de 2015 el resto de la ciudad.
Aunque nunca trascendieron cifras concretas, en las etapas previas se constató que había diferencias con lo establecido por el censo nacional con variaciones de hasta un 20 % más de habitantes en algunos sectores.
Para 2023 se confirmó que el departamento que contiene el aglomerado contenía una población en torno a 215 453  habitantes relevados en el censo 2022. Sin embargo, solo se conoció que los municipios en sumatoria contenían 214.724 pobladores. Esto causó conmoción en la opinión pública ya que en la última medición de desempleo, el INDEC estimó una población para el mismo Departamento en 253.000 habitantes, es decir 38 000 personas más que las registradas por el censo de 2022.Otras fuentes informan que la población comodorense debió ser de alrededor de 240.000 habitantes; mientras que la población local cree que el número debería rondar los 300.000. Días después de ejecutado el censo se conoció que los 2600 que recorrieron el ejido de Comodoro tuvieron dificultad para completar la tarea y el censo digital no llegó a completarse en su totalidad por lo que debió extenderse algunos días más.
Este fue le primer censo que reunió absolutamente a todos los barrios - localidades de zona norte y sur; ya que se consideró en el número global al total de barrios pertenecientes al municipio sin considerar distancia. De este modo, por primera vez Astra, Diadema y la zona rural adyacente fueron parte del número final que superó los 200.000 habitantes solo para Comodoro.
Hasta 2023 aglomerado sigue manteniendo, la denominación Comodoro Rivadavia -Rada Tilly en los trabajos confeccionados por el INDEC, la EPH (Encueta Permanente de Hogares) y la Dirección General de Censo y Estadísticas. Estos relevamientos se centran en la captación de los rasgos estructurales de la realidad económico-social.

## Descripción
El aglomerado presenta un núcleo central, denominado Área Central (centro del aglomerado), al sur del Cerro Chenque. El área es denominada zona sur y aglutina gran cantidad de barrios y concentra la mayor parte de la población. Al norte del ejido se presenta una serie de núcleos urbanos dispersos y alejados entre sí llamada zona norte. Estas localidades, hoy barrios, han sido originalmente campamentos petroleros que se localizan a lo largo de los cañadones que se al forman entre las mesetas que bajan desde el oeste hacia el mar. Mientras que al sur del aglomerado se emplaza la villa Rada Tilly alejada 15 kilómetros del centro del núcleo, es la que más al sur se ubica. El aglomerado desde Caleta a Rada Tilly cubre una vasta porción de costa marina. En total área cubre una extensión de 55 kilómetros sobre la costa del mar Argentino desde Caleta Córdova a Ramón Santos.

## Composición

Área urbana de Comodoro Rivadavia y Rada Tilly según el censo 2001 del INDEC.

### Zonas de Comodoro Rivadavia
Se presentan en Comodoro Rivadavia una serie de barrios, cuarenta y ocho con vecinales, más cuatro sin unión vecinal. Se hallan repartidos en dos grandes zonas por cuestiones históricas, geográficas y administrativas:
Zona Norte: ligada a la tradición petrolera y ferroviarios, zona que nació gracias al descubrimiento del oro negro, la misma se compone varias localidades que se erigieron en un principio como campamentos petroleros o ferroviarios, y que con el incremento de las actividades comerciales y productivas, fueron convirtiéndose en poblados y con el correr de la expansión de Comodoro quedaron absorbidas por este. Cada localidad comprende asimismo a barrios, aunque pueden ser considerados como pueblos distintos por su distancia y origen, hoy estas localidades son tratadas simplemente como barrios, dado que no poseen municipalidad. En los años 80 hubo un intento de separase y crear una municipalidad en "km 3", pero fracasó por ser igual de concentrador que el barrio centro de Comodoro.
Algunos barrios y localidades de Zona Norte son:
- General Mosconi (km 3)
- Saavedra
- Villa SUPE
- Gas del Estado
- 25 de mayo (km 4)
- Presidente Ortiz (km 5)
- Güemes
- Sarmiento
- Don Bosco (km 8)
- Manantial Rosales
- Laprida
- Castelli
- Rodríguez Peña
- Próspero Palazzo
- Ciudadela (km 12)
- Barrio Militar - Aeropuerto

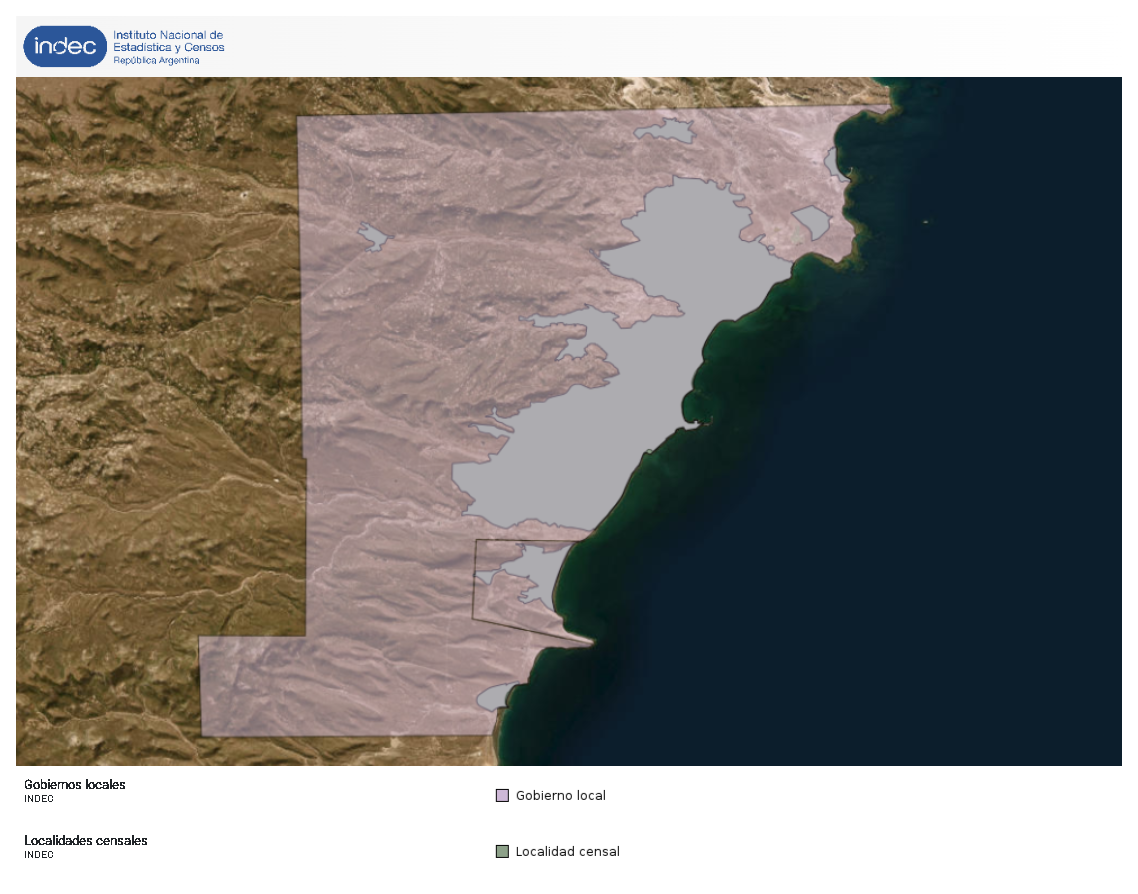
El extenso ejido municipal comodorense rodeando completamente al de Rada Tilly. Tras el censo de 2022 se reconocieron a casi todas las localidades de zona norte como unidas a Zona Sur como si fueran una sola. Quedando 5 puntos no unidos a Comodoro y reconocidos como localidades por el INDEC.

- Cuarteles de Chacabuco (km 11)
- Acceso Norte (Gesta de Malvinas o km 12)
- km 14
- km 17
- km 18
- Restinga Alí
- Caleta Córdova (a 18 km)
- Caleta Olivares
- Astra (km 20)
- Nota: el barrio de Diadema Argentina (km 27) no forma parte del aglomerado urbano por su lejanía del centro de Comodoro, creando así un choque con la cantidad de habitantes arrojadas por el INDEC, que es muchas veces confuso y no está bien entendido para su población. Suscitando así uno de los pocos casos argentinos donde el municipio es mayor que el aglomerado. El barrio Astra, ubicado a 20 km del centro comodorense fue incorporado en el censo 2010 ya que se acortó la brecha al crearse los barrios km 12, km 14, km 17 y km 18, estos 3 barrios mencionados contienen extensas chacras, estancias y muy pocas viviendas.

Zona Sur: la más antigua, donde se fundó la ciudad; y que contiene exclusivamente barrios, entre los más destacados a los céntricos, periféricos y otros asociados a la emergencia habitacional, producida por las masas de gente pobre o con recursos muy limitados, que arriban a la ciudad en busca del sueño patagónico (poder tener un buen sueldo y salir de la pobreza), fundan asentamientos y villas miserias en descampados; llegando a vivir en condiciones precarias y hacinadas lo que constituye un paisaje habitual en zona sur, pudiendo progresar la mayoría de las familias con el transcurso del tiempo. Los barrios que componen la Zona Sur son:
- Juan XXII
- Barrio Humbero Beghin o Industrial
- Pietrobelli
- Newbery
- Ceferino Namuncurá
- Isidro Quiroga
- San Martín
- Las Flores
- La Floresta
- Máximo Abásolo
- San Cayetano
- 9 de julio
- 13 de diciembre
- Quirno Costa
- San Isidro Labrador
- Juan XXIII
- Abel Amaya
- Cerro Solo
- José Fuchs
- Cordón Forestal
- Balcón del Paraíso
- Centro
- Stella Maris
- 30 de octubre
- 1500 viviendas
- San Isidro Labrador
- Roca
- Pueyrredon
- Moure

### Rada Tilly

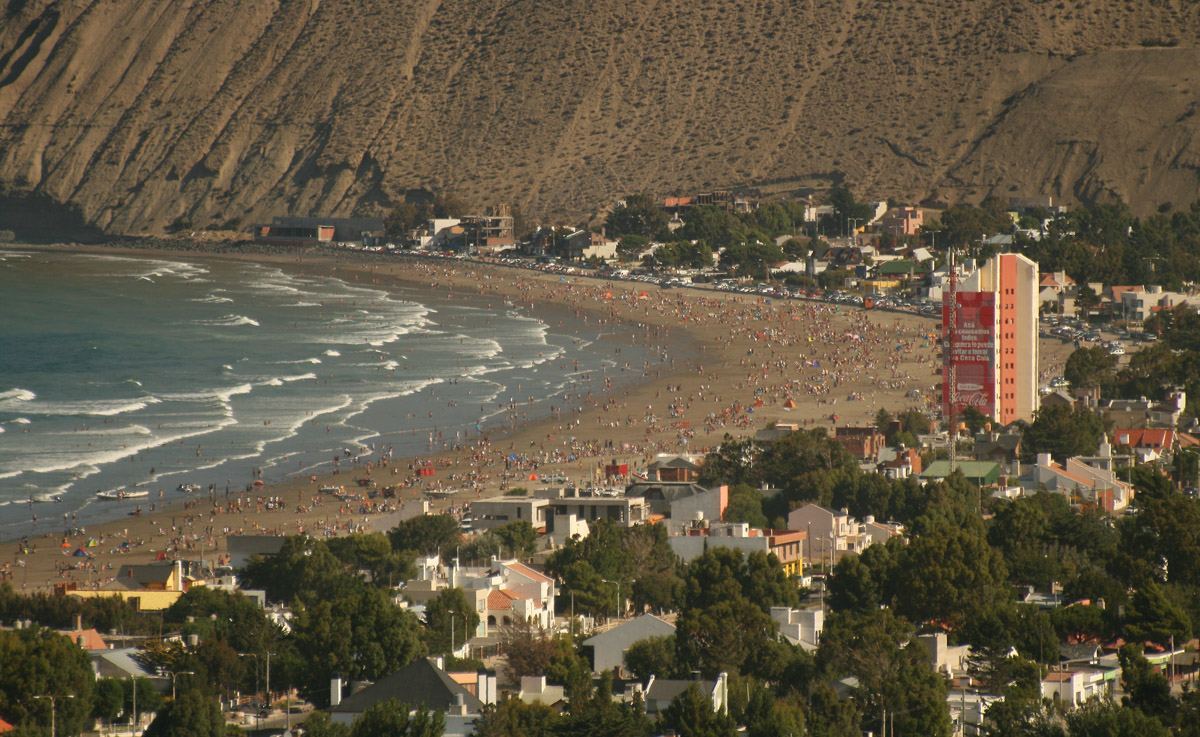
Vista de Rada Tilly.

Además de todos estos barrios y localidades aludidas, la ciudad del Chenque está estrechamente ligada a la villa balnearia Rada Tilly, situada hasta 2001 a 12 kilómetros de distancia, que no sólo funciona como centro recreativo de los habitantes de la zona, sino que se convirtió en lugar de residencia de muchas familias comodorenses. Actualmente, con el incremento de la población de las ciudades Rada Tilly y Comodoro Rivadavia produjo que la distancia se acortara significativamente desde sus periferias.
La villa está separada de Comodoro por el arroyo La Mata y el basural a cielo abierto. Durante mediados de septiembre de 2009 la Municipalidad de Comodoro Rivadavia realizó un concurso para poner en marcha la urbanización del faldeo sur del cerro hasta el límite con el barrio Stella Maris, incluyendo también el área del basural, el cual se pretende trasladar o cerrar. Por tratarse de una zona atravesada por el arroyo de La Mata se propone su entubamiento por una extensión de 400 metros lineales, a fin de aprovechar la superficie. Estos hechos concretarían la unión entre las 2 ciudades, perdiéndose el límite natural, quedando a prácticamente unidas con pocos kilómetros de distancia.
En 2001 Rada Tilly ocupó la cuarta colocación en las localidades aglomeradas, con un notable avance. Para 2010 avanzó a la tercera colocación, desplazando a la histórica localidad e General Mosconi. No obstante su avance fue de los mayores y terminaría en segundo lugar a corto plazo.

## Población

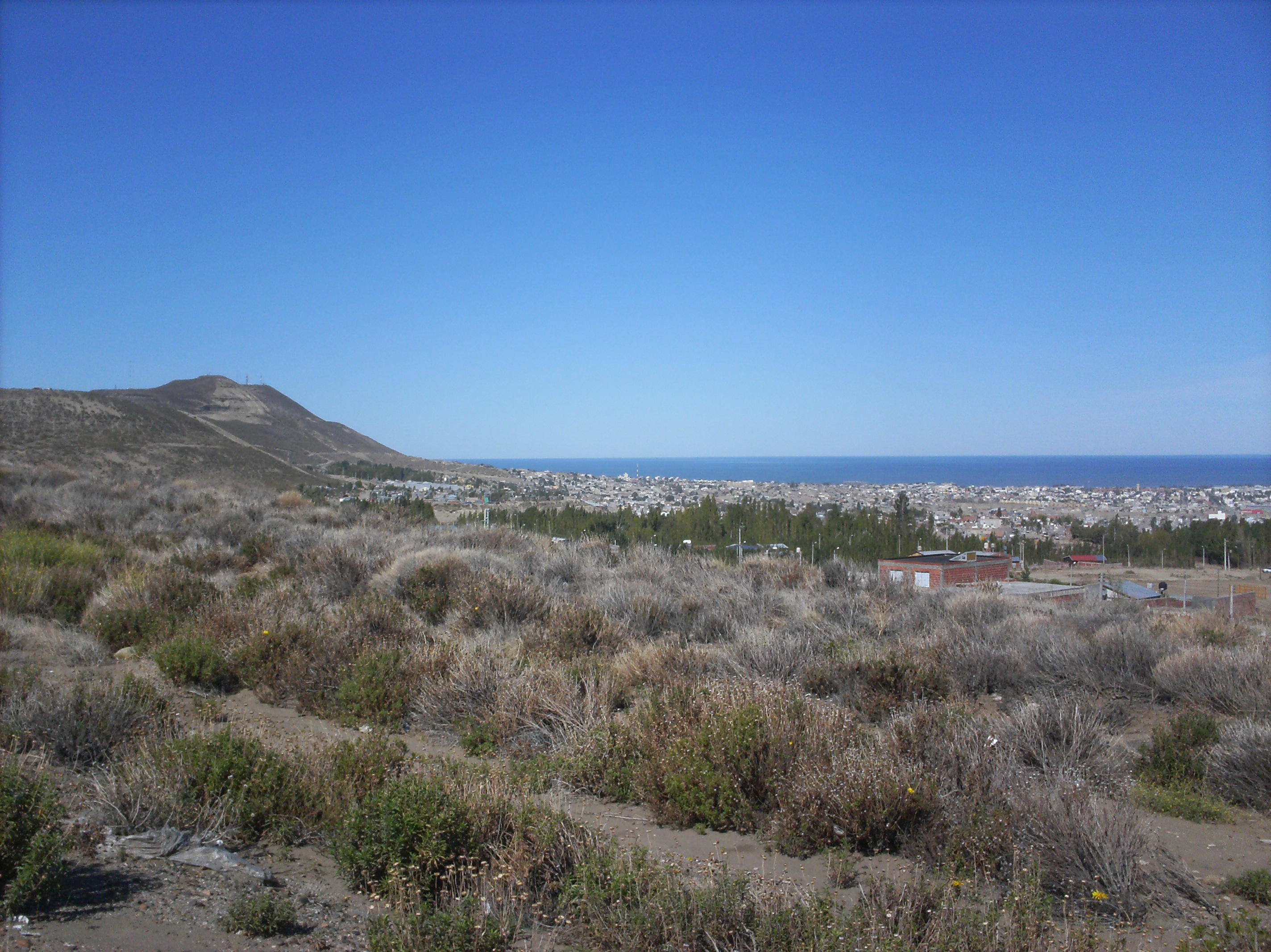
La expansión de Comodoro estuvo dada en los últimos años hacia el norte y como muestra la imagen hacia el oeste.

Comodoro Rivadavia - Rada Tilly es la aglomeración más poblada de la Patagonia Sur o Austral (la cual abarca desde Chubut hasta Tierra del Fuego), así como la primera del propio Chubut, concentrando casi el 37% del total de la población provincial según el censo 2010.
Asimismo la ciudad ocupa el segundo puesto en la Patagonia (tanto argentina como chilena), detrás de la ciudad de Neuquén. Cabe recordar que hasta el censo de 1980 Comodoro la aventajaba por 6728 habitantes, y que luego en el censo de 1991 sería desplazada de su largo e histórico primer lugar en la Patagonia. Es primera de las ciudades costeras patagónicas y tercera en orden de aglomeraciones costeras argentinas, siendo sólo superado por Mar del Plata y Bahía Blanca.
Según el censo 2001 contaba con 141 840 habitantes, lo que representa un incremento del 10,44 % frente a los 127 028 del censo anterior. En 2010 los datos del censo arrojaron que el aglomerado superaba los 186 000 habitantes. Por último, la magnitud poblacional del aglomerado sureño la convirtió en la 20.ª área urbana de la ciudad.
En el censo de 2022 la población correspondiente al municipio fue 201 228 habitantes. Este fue le primer censo que reunió absolutamente a todos los barrios - localidades de zona norte y sur; ya que se consideró en el número global al total de barrios pertenecientes al municipio sin considerar distancia. De este modo, la población municipal considerando a Astra, Diadema, La Herradura y algunos asentamientos urbanos en la zona rural adyacente fueron parte del número final que superó los 200.000 habitantes.Sin estas localidades y la población rural dispersa la población comorense aglomerada como unidad rondaría los 199.369 habitantes.No se aglomeró tampoco a Rada Tilly.
| Componente                       | Departamento | Categoría                | Censo 2022 | Censo 2010 | Censo 2001 | Censo 1991 | Censo 1980 | Censo 1970 | Censo 1960 |
| -------------------------------- | ------------ | ------------------------ | ---------- | ---------- | ---------- | ---------- | ---------- | ---------- | ---------- |
| Comodoro Rivadavia               | Escalante    | Municipio                | 201.228    | 175.300    | 134.355    | 124.109    | 96.817     | 72.906     | 39.655     |
| Comodoro Rivadavia               | Escalante    | Localidad                | 134.290    | 123.919    | 103.795    | 96.819     | S/D        | S/D        | 27.791     |
| Kilómetro 8 - Don Bosco          | Escalante    | Barrio-localidad         | 18.263     | 12.204     | 6.455      | 5.212      | S/D        | S/D        | 2.783      |
| Kilómetro 3 - General Mosconi    | Escalante    | Barrio-localidad         | 9.149      | 8.767      | 7.294      | 6.786      | S/D        | S/D        | 6.000      |
| Kilómetro 5 - Presidente Ortiz   | Escalante    | Barrio-localidad         | 8.215      | 4.627      | 3.564      | 2.631      | S/D        | S/D        | 3.000      |
| Próspero Palazzo                 | Escalante    | Barrio-localidad         | 8.030      | 7.206      | 4.437      | 3.412      | S/D        | S/D        | S/D        |
| Acceso Norte-Kilómetros 12/14/17 | Escalante    | Barrio-localidad         | 6.425      | 1.268      | 62         | 83         | S/D        | S/D        | S/D        |
| Laprida                          | Escalante    | Barrio-localidad         | 3.761      | 3.859      | 3.353      | 3.420      | S/D        | S/D        | 81         |
| Saavedra                         | Escalante    | Barrio-localidad         | 1.773      | 1.249      | 997        | 1.078      | S/D        | S/D        | S/D        |
| Castelli                         | Escalante    | Barrio-localidad         | 1.712      | 771        | 351        | 232        | S/D        | S/D        | S/D        |
| Ciudadela                        | Escalante    | Barrio-localidad         | 1.513      | 1.566      | 1.241      | 839        | S/D        | S/D        | S/D        |
| Manantial Rosales                | Escalante    | Barrio-localidad         | 1.433      | 781        | 400        | 736        | S/D        | S/D        | S/D        |
| Restinga Alí                     | Escalante    | Barrio-localidad         | 1.125      | 1.106      | 959        | 772        | S/D        | S/D        | S/D        |
| Sarmiento-Valle C                | Escalante    | Barrio-localidad         | 942        | 876        | 451        | S/D        | S/D        | S/D        | S/D        |
| Kilómetro 4 - 25 de Mayo         | Escalante    | Barrio-localidad         | 876        | 829        | 132        | S/D        | S/D        | S/D        | S/D        |
| Caleta Córdova                   | Escalante    | Barrio-localidad         | 823        | 852        | 638        | 609        | S/D        | S/D        | S/D        |
| Villa S.U.P.E.                   | Escalante    | Barrio-localidad         | 462        | 382        | 36         | S/D        | S/D        | S/D        | S/D        |
| Kilómetro 11 - Cuarteles         | Escalante    | Barrio-localidad         | 413        | 415        | 531        | 1.300      | S/D        | S/D        | S/D        |
| Gasoducto                        | Escalante    | Barrio-localidad         | 393        | 291        | 210        | S/D        | S/D        | S/D        | S/D        |
| Rodríguez Peña                   | Escalante    | Barrio-localidad         | 382        | 359        | 300        | 180        | S/D        | S/D        | S/D        |
| Militar - Aeropuerto             | Escalante    | Barrio-localidad         | 162        | 321        | 305        | S/D        | S/D        | S/D        | S/D        |
| Caleta Olivares                  | Escalante    | Barrio-localidad         | 147        | 32         | 23         | S/D        | S/D        | S/D        | S/D        |
| Güemes                           | Escalante    | Barrio-localidad         | 110        | 89         | 98         | S/D        | S/D        | S/D        | S/D        |
| Rada Tilly                       | Escalante    | Municipio                | 13.496     | 9.100      | 6.208      | 2.924      | 1 589      | N/E        | N/E        |
| Diadema Argentina                | Escalante    | Barrio-localidad         | 1.398      | 1.317      | 1.058      | 1.117      | S/D        | S/D        | 1.139      |
| Astra                            | Escalante    | Barrio-localidad         | 329        | 341        | 219        | 351        | S/D        | S/D        | 1.019      |
| La Herradura                     | Escalante    | Barrio privado-localidad | 86         | 20         | N/E        | N/E        | N/E        | N/E        | N/E        |
| Punta Maqueda                    | Deseado      | Localidad                | S/D        | S/D        | S/D        | S/D        | S/D        | S/D        | S/D        |
| Total                            |              |                          | 214.724    | 186.138    | 141.840    | 127.028    | 98 406     | 72.906     | 41 813     |

## Situación ambiental
El área "Campamento Central" eje histórico de la explotación petrolera de YPF; que involucra muchos barrios de Zona Norte y en menor medida a Zona Sur, se halla profundamente afectada por la existencia de alrededor de 2.000 pozos, en su mayoría inactivos y correspondientes a sólo a esta compañía. Los mismos representan un importante pasivo ambiental fruto de ausencia de políticas reguladoras hasta la década de 1990. Actualmente, su saneamiento implicaría una inversión de 200.000 dólares por pozo que la empresa petrolera esquiva en pagar. A esto se debe sumar los ductos se abandonados, tanques en desuso y el necesario rastreo de material radiactivo que se manejó por la zona.
En tanto, de sus playas que se desarrollan a lo largo de 55 kilómetros de costa, solo 2 (Costanera, Rada Tilly y Caleta Córdova) son aptas para bañarse; mientras que el resto están profundamente contaminadas por vertientes cloacales que terminan en sus aguas. Esto hace que no sea apta para que los comodorense se bañen, o siquiera se mojen parcialmente el cuerpo. La grave situación es comportadita por los barrios Restinga Alí, km 8, km.5, km 4, restos de micro barrios General Mosconi y el barrio de la zona sur Stella Maris. La solución sería ejecutar un tratamiento primario de efluente s y conducirlos 1.500 metros aguas adentro del mar, para el vertido con un grado ínfimo de contaminación. Los emisarios y plantas más prioritarios deberían emplazarse en km.8 y otro en Stella Maris. Sin embargo, se requieren 300 millones de dólares Nación debería financiar las obras.